# Patate (canton)
Pour les articles homonymes, voir Patate.
Patate est un canton d'Équateur situé dans la province de Tungurahua.